# 夢ばかりみていた
『夢ばかりみていた』（ゆめばかりみていた）は、シンガーソングライターさだまさしの1990年2月25日発表のソロ15枚目のオリジナル・アルバムである。

## 概要
本作よりLP盤との併行発売はなくなり、CDのみの発売となる。

## 収録曲
| 全作詞・作曲: さだまさし、全編曲: 渡辺俊幸、服部隆之。 |                                              |            |            |      |
| #                                                      | タイトル                                     | 作詞       | 作曲・編曲 | 時間 |
| 1.                                                     | 「夢ばかりみていた」                         | さだまさし | さだまさし | 2:52 |
| 2.                                                     | 「1989 渋滞 (ラッシュ) -故 大屋順平に捧ぐ-」 | さだまさし | さだまさし | 7:11 |
| 3.                                                     | 「修羅の如く」                               | さだまさし | さだまさし | 6:57 |
| 4.                                                     | 「初恋」                                     | さだまさし | さだまさし | 5:05 |
| 5.                                                     | 「十六夜」                                   | さだまさし | さだまさし | 4:37 |
| 6.                                                     | 「破」                                       | さだまさし | さだまさし | 3:51 |
| 7.                                                     | 「デイジー」                                 | さだまさし | さだまさし | 6:02 |
| 8.                                                     | 「せっせっせ」                               | さだまさし | さだまさし | 4:35 |
| 9.                                                     | 「冬の蝉」                                   | さだまさし | さだまさし | 4:17 |
| 10.                                                    | 「赤い靴」                                   | さだまさし | さだまさし | 6:44 |
| 合計時間:                                              | 合計時間:                                    | 52:11      |            |      |

### 解説
1. 夢ばかりみていた
ギターも何も使わないで、頭の中でボーッと浮かんだようなことを形にしていった曲。
2. 1989 渋滞 (ラッシュ) -故 大屋順平に捧ぐ-
個人的な悩みも迷いもみんな出て来ちゃった曲。
曲中にある「今世紀最后の金星蝕」は実際に1989年12月2日に発生している[1]。またこれも曲中に出てくる「飛び乗ったひかり」は当時東海道新幹線の最速達列車であった（2023年現在の最速達列車であるのぞみの運行開始は1993年）。
3. 修羅の如く
次に生まれたら、というのがこの曲のテーマであり、哲学の曲。
4. 初恋
エア・ポケットの中で作った初恋を歌った女歌。
オリジナルは佐田玲子。セルフ・カヴァー曲である。
5. 十六夜
男同志の不思議な友情と愛情を歌った曲。
6. 破
別れをテーマに厳しいことを歌った曲。
オリジナルは佐田玲子。セルフ・カヴァー曲である。シングル盤「冬の蝉」のB面として既出（1989年12月21日リリース）。
7. デイジー
「たとえ世界を敵にまわしても､僕は君の味方だよ」という台詞は、さだの兄貴分だったギタリストの福田幾太郎の台詞。
オリジナルは1987年2月リリースのシングル盤「春女苑」／「デイジー」（両A面）だが編曲し直され、再録音されている。 （曲のコーダ部分に、サビをリフレインさせたバージョン）
デイジーはヒナギクの別名である。
8. せっせっせ
スピルバーグの､『カラー･パープル』という映画を観た時に、コスモス畑の中で、姉妹がせっせっせをやっているというところから着想を得た。 また、せっせっせという響きが音楽的に非常に魅力的だったという。
9. 冬の蝉
哲学を歌った曲。
シングル盤「冬の蝉」として既出（1989年12月21日リリース）。NTV系テレビ・ドラマ「奇兵隊」の主題歌。
10. 赤い靴
長崎の風景を軸に、僕は今でも君の赤い靴を思い出しながら、この苦しい坂道を上っていますよ、という応援歌。

- 全曲とも作詩[2]・作曲：さだまさし、編曲：渡辺俊幸、服部隆之。

## 主な参加ミュージシャン
- エレキギター：松原正樹ほか
- アコースティックギター：吉川忠英、さだまさしほか
- ベース：高水健司
- パーカッション：木村誠
- ドラムス：島村英二
- サクソフォーン：ジェイク・H・コンセプション
- ハープ：山川恵子
- コーラス：比山貴咏史、木戸泰弘、松下誠、鈴木弘明、卑田修
- ストリングス：篠崎正嗣Strings

他多数